# Monumentos Núbios de Abul-Simbel a Filas
Os Monumentos Núbios de Abul-Simbel a Filas são um Património Mundial da UNESCO no Egito. É composto por dez sítios diferentes, incluindo tesouros arqueológicos como Abul-Simbel e o Santuário de Ísis em Filas.

## Sítios

### Abul-Simbel
Abul-Simbel é um complexo arqueológico constituído por dois grandes templos escavados na rocha, no banco ocidental do rio Nilo perto da fronteira com o Sudão, a cerca de 300 quilómetros da cidade de Assuão. No entanto, este não é o seu local de construção original; devido à construção da barragem de Assuão, e do consequente aumento do caudal do rio Nilo, o complexo foi trasladado do seu local original durante a década de 1960, com a ajuda da UNESCO, a fim de ser salvo de ficar submerso.
Os templos foram mandados construir pelo faraó Ramessés II em homenagem a si próprio e à sua esposa preferida Nefertari. O Grande templo de Abul-Simbel é um dos mais bem conservados de todo o Egito.

### Amada

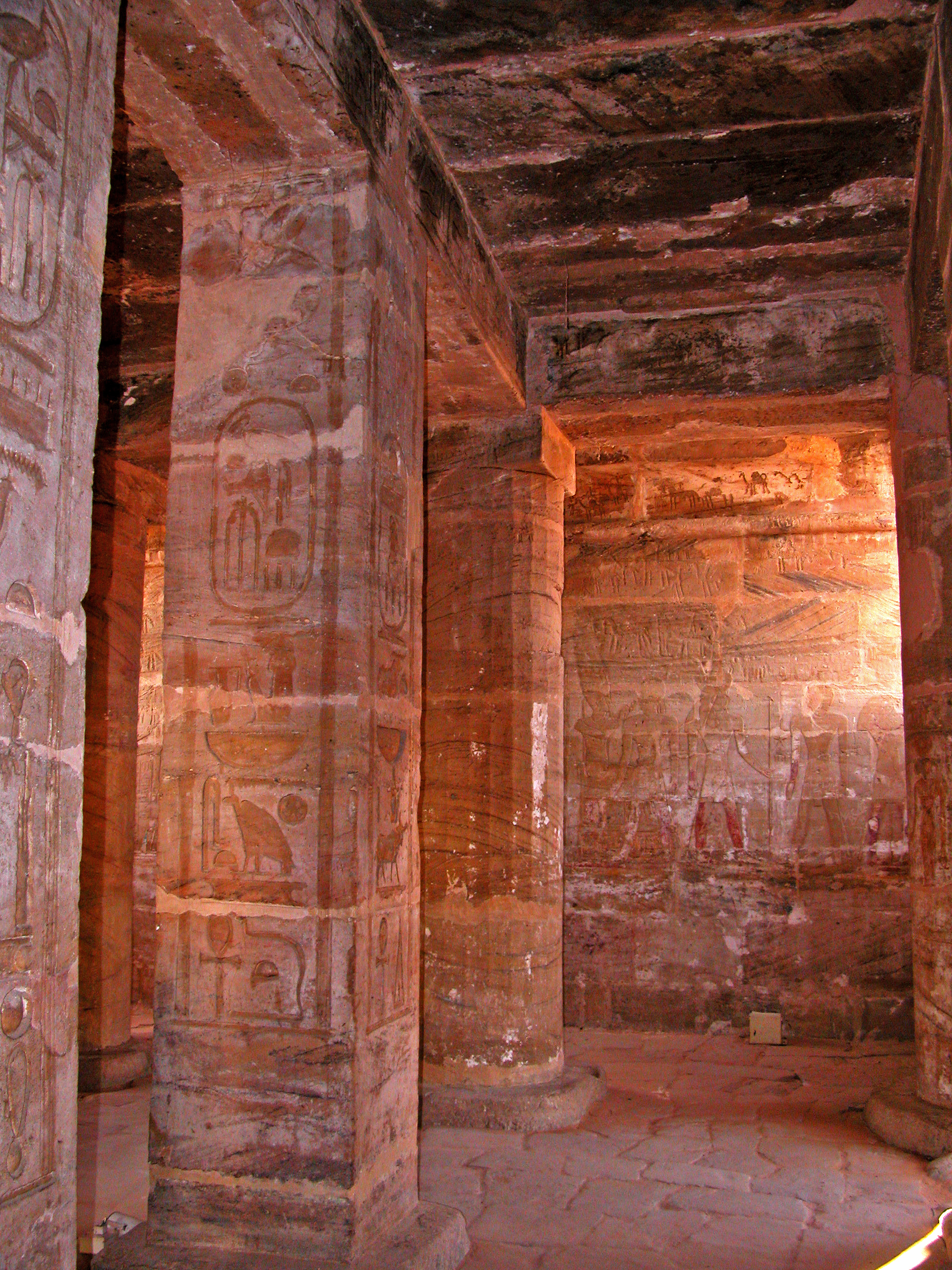
Interior do Templo de Amada

É composto por três estruturas: o Templo de Amada, o Templo de Der e o Túmulo de Penute.
O Templo de Amada é a mais velha estrutura nas margens do lago Nasser, e é famoso pelas suas belas gravuras. Foi começado a construir por Tutemés III e foi terminado pelos seus sucessores. Era dedicado a Amom-Ré e a Ré-Heraquete. O templo, tal como o de Abul-Simbel foi trasladado do seu local original nas décadas de 60 e 70.
O Templo de Der é diferente de outro templo egípcio devido a ter perdido o seu pórtico e pátio. Tal como Abul-Simbel, foi completamente escavado da rocha e tem magníficas decorações. No templo existem quatro estátuas de Ramessés e os deuses, com as suas cabeças desfiguradas por fanáticos cristãos. Tal como os templos de Amada e Abul-Simbel, foi trasladado do seu local original na década de 1960.
O Túmulo de Penute é o túmulo de um alto oficial da Baixa Núbia durante o reinado de Ramessés VI, Penute. Tem magníficas gravuras representando Penute e a sua mulher face-a-face com os deuses, especialmente Hator.

### Uádi Sebua

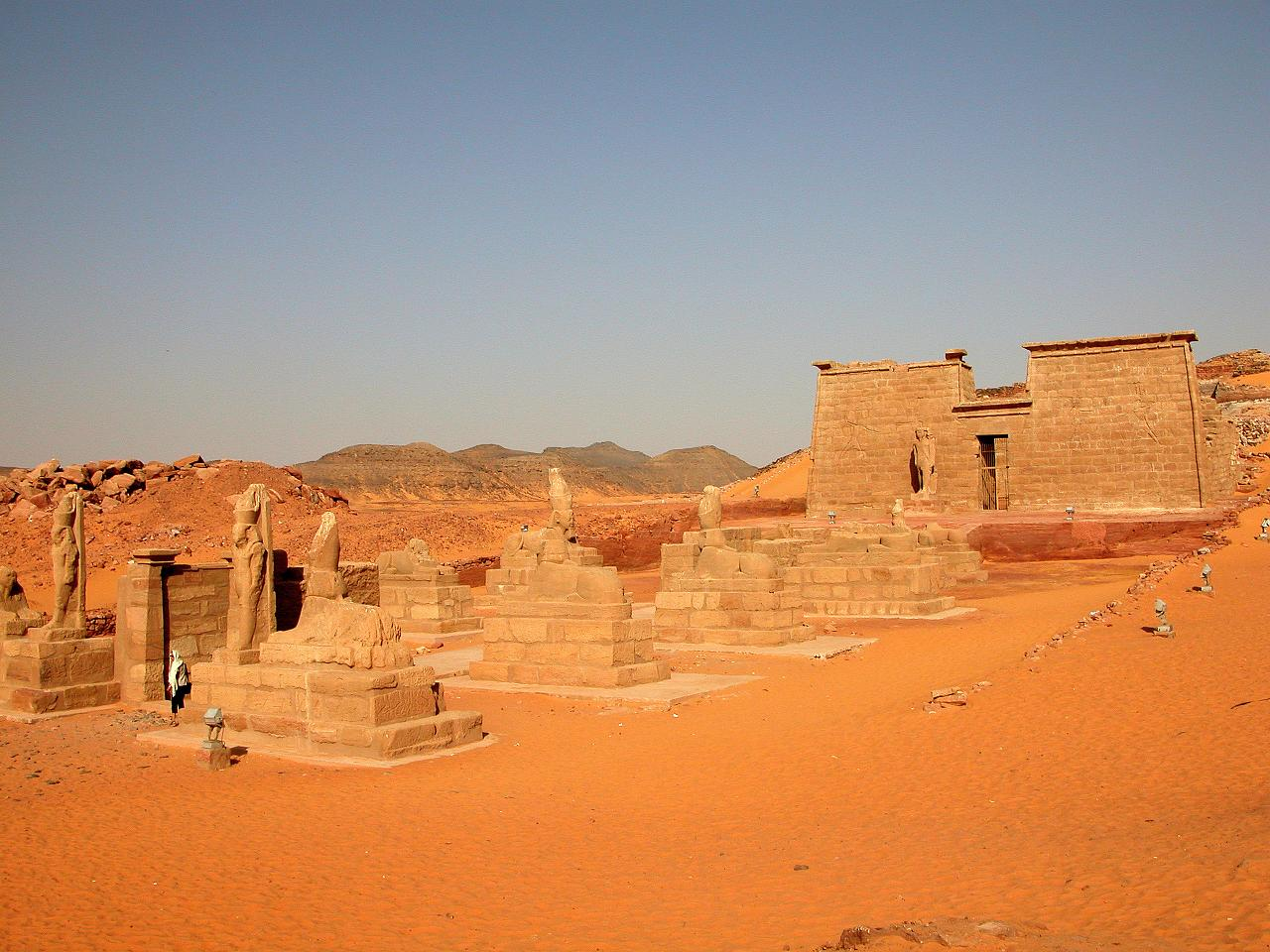
Templo de Uádi Sebua

O sítio de Uádi Sebua compreende três templos: o de Uádi Sebua, o de Maarraca e o de Daca.
O Templo de Uádi Sebua foi criado por dois faraós do Reino Novo, Ramessés II e Amenófis III. O templo possui pilones e um santuário escavado na rocha. Tal como a maior parte dos templos na parte sul do rio Nilo, foi trasladado para um novo local na década de 1960 devido à construção da barragem do Assuão.
O Templo de Maarraca foi construído no período egípcio romano e nunca foi completado.
O Templo de Daca é do período greco-romano e é dedicado a Tote.

### Calabexa

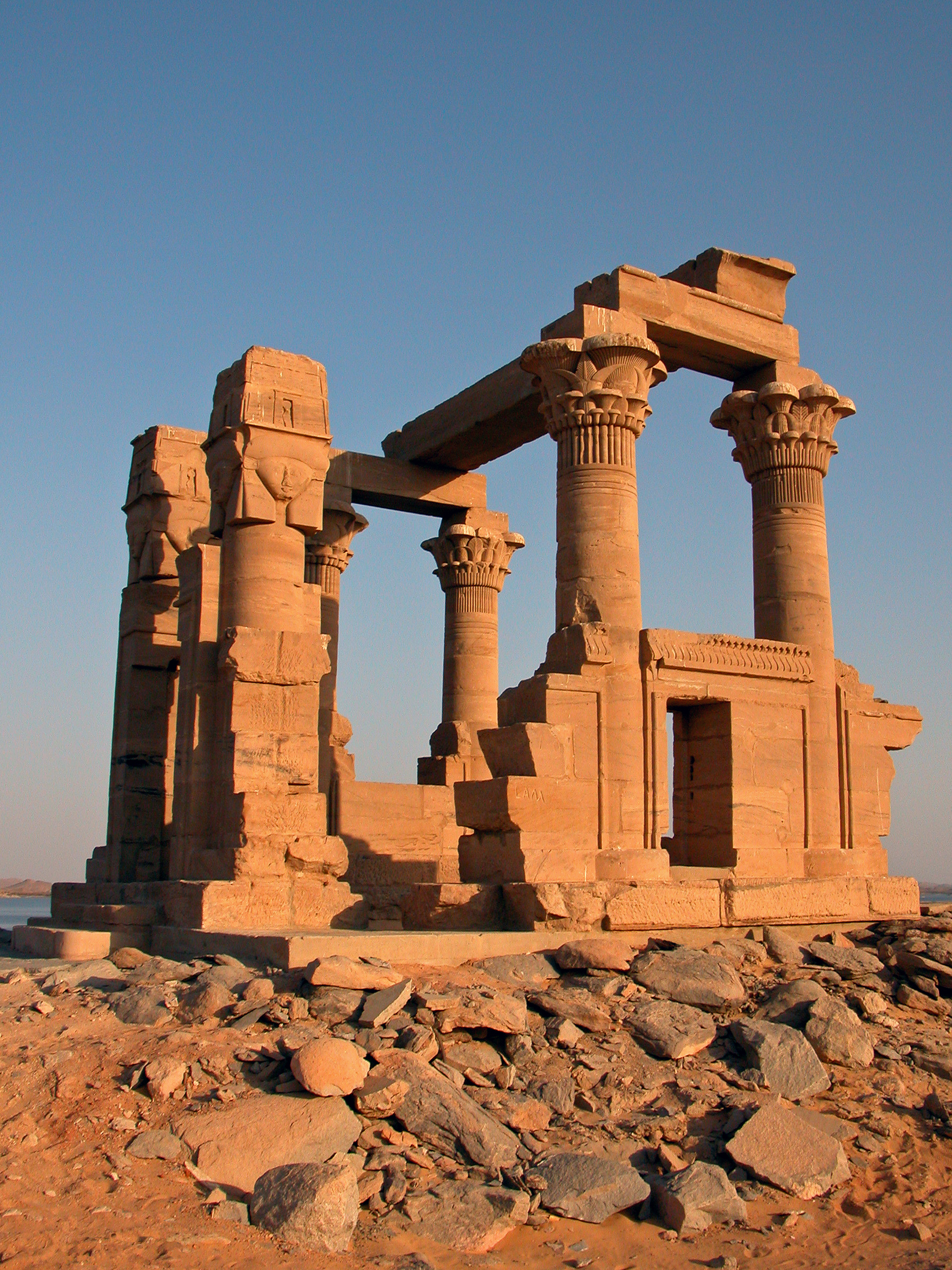
Quiosque de Quertassi

Calabexa é um sítio arqueológico constituído por 5 monumentos: o Templo de Calabexa, Gerfe Huceine, o Beitel Uáli, o Templo de Dedune e o Quiosque de Quertassi.
O Templo de Calabexa é o elemento principal e a maior estructura do sítio arqueológico. É um templo do período romano dedicado a Mandúlis mandado construir pelo Imperador Augusto. No seu templo era o maior da Núbia. Este templo foi também relocado devido à barragem do Assuão na década de 1970.
O Gerfe Huceine é um templo dedicado a Ramessés II e foi mandado construir por Setau, vice-rei da Núbia. Inicialmente, o templo era parcialmente escavado na rocha e parcialmente erigido. Aquando da subida das águas do lago Nasser a parte escavada na rocha do templo foi deixada submergida, enquanto que a outra parte foi trasladado para um local superior.
O Beitel Uáli é um templo escavado na rocha, movido da sua posição original para o salvar das águas do lago Nasser. É dedicado a Ramessés II e aos deuses Amom e Anúquis, entre outros.
O Quiosque de Quertassi é um quiosque do período romano, com colunas cujos capitéis estão decorados com decorações representativas de papiros. Está inacabado e provavelmente é contemporâneo com o Quiosque de Trajano em Filas.
O Templo de Dedune é dedicado à deusa-serpente núbia, Dedune. Tal como o resto dos templos no complexo foi movido do seu lugar original devido à subida das águas do lago Nasser provocada pela construção da barragem de Assuão.

### Filas (Ilha de Agilquia)

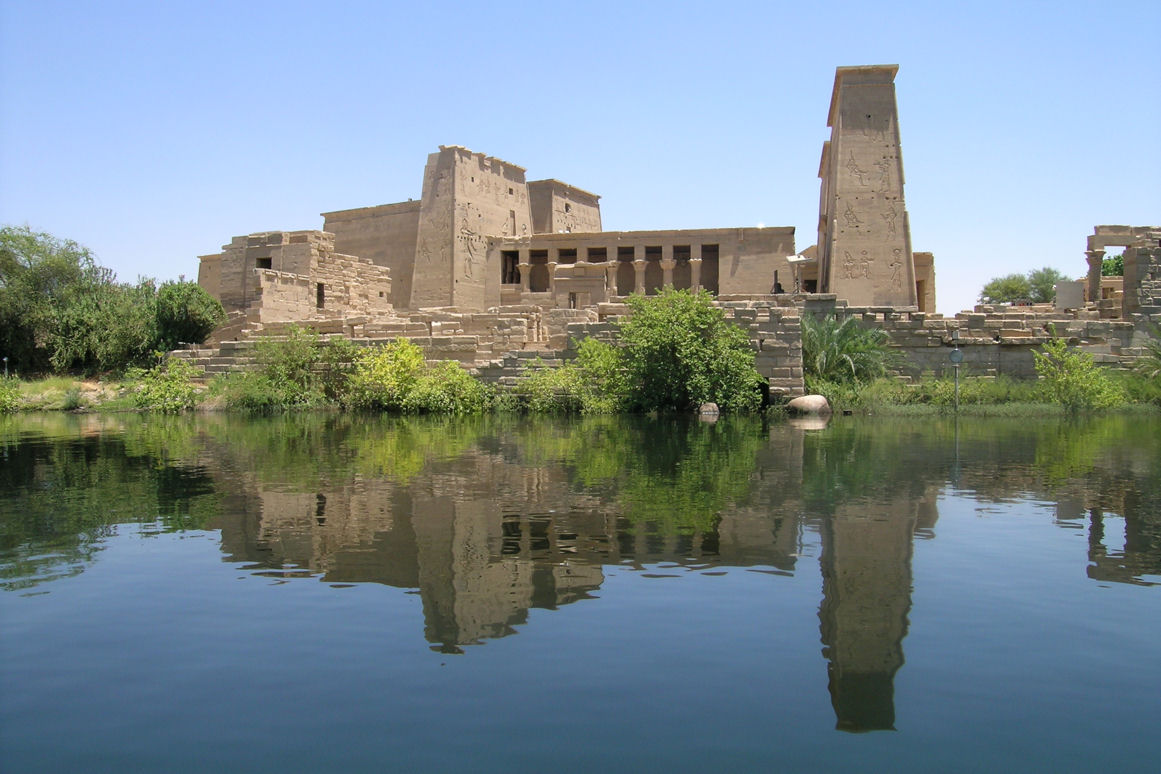
Templo de Filas

Filas foi um complexo de templos que com a construção da barragem do Assuão acabavam por ficar submersos durante a maior parte do ano. Por esta razão o conhecido templo de Ísis da ilha foi desmontado e reconstruído na ilha vizinha de Agilquia, a cerca de 300 metros.
A estrutura principal da ilha é o templo de Ísis, que começou a ser construído na época de Nectanebo I, embora seja sobretudo uma obra da era ptolomaica. Na Antiguidade os peregrinos desembarcavam no sul da ilha, onde se encontrava o pavilhão de Nectanebo. Passando-se por dois pórticos que formavam um V, chegava-se ao primeiro pilone do templo que apresenta uma altura de 18 metros, possuindo na fachada representações de deuses; é também mostrada a cena clássica do faraó a combater os inimigos do Egito.

### Ruínas da cidade deElefantina

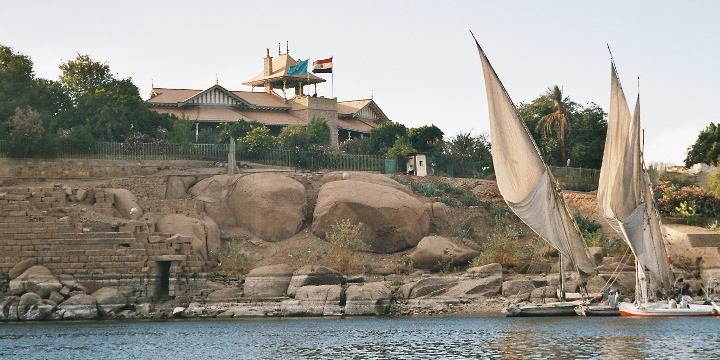
Vista da Ilha de Elefantina, vendo-se o nilómetro (no canto inferior esquerdo) e o Museu do Assuão

Elefantina é uma ilha no rio Nilo, situada frente à cidade de Assuão. Encontra-se a cerca de 900 quilómetros a sul do Cairo, a capital egípcia. Tem cerca de 1500 metros de comprimento e 500 metros de largura na parte sul.
Destaca-se na ilha o Nilómetro, mencionado pelo grego Estrabão, que era uma forma de medir o nível do Nilo, consistindo num conjunto de oitenta degraus que se acham na costa, junto ao rio. É possível observar marcações nas suas paredes que remontam ao período romano.
O faraó Amenófis III mandou construir na ilha um templo por ocasião do seu jubileu, no trigésimo ano do seu reinado. Este templo, que estaria situado a oeste do Nilómetro, existiu até ao século XIX, mas nada resta dele actualmente. Sucedeu o mesmo ao templo de Tutemés III, destruído em 1822. Ramessés II também mandou construir um pequeno templo, igualmente perdido.
Nesta ilha foi descoberta uma pequena pirâmide da época do Reino Antigo e um calendário inscrito na rocha da época do rei Tutemés III (XVIII Dinastia).
Nectanebo II mandou construir na ilha um grande templo dedicado a Quenúbis que foi concluído no período ptolemaico e romano e cujas ruínas se acham no local.
Na margem esquerda do Nilo, em Qubbet el-Haua, localizam-se túmulos escavados na rocha de governantes locais da época do Reino Antigo e do Reino Médio, destacando-se o túmulo do governador Sarempute (XII dinastia).

### Mosteiro de São Simeão
O Mosteiro de São Simeão data do século VII e sobreviveu ao domínio cristão até ser destruído por Saladino. Nos seus tempos abrigava até 300 monges e 100 peregrinos e era rodeado por uma muralha dupla de 10 metros. Após ter sido destruído por Saladino não teve mais nenhum uso. Situa-se perto de Assuão.